# Odo Bujwid

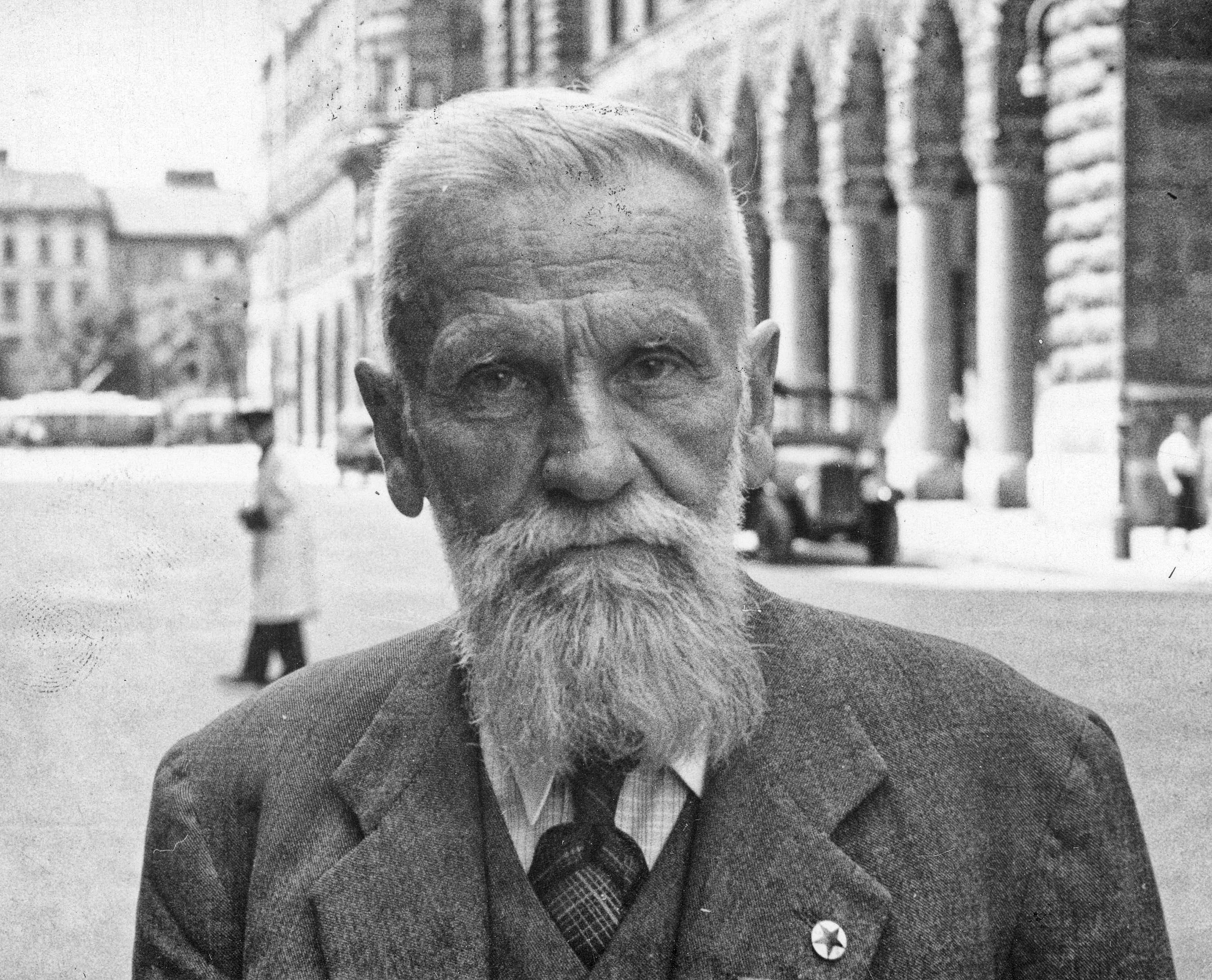
Odo Bujwid in 1936

Odo Feliks Kazimierz Bujwid (Vilnius, 30 november 1857 - Krakau, 26 december 1942) was een Pools pionier in de bacteriologie en hygiëne. Bujwid was een van de eerste Poolse wetenschappers die zich bezighield met vaccins. Hij was professor in Krakau en een actieve esperantist.
- Gemeinsame Normdatei: 118947117
- International Standard Name Identifier: 0000 0000 7148 674X
- Library of Congress Control Number: no92002196
- Nationale Bibliotheek van Tsjechië: nlk20000083688
- Nationale Bibliotheek van Israël: 987007392846205171
- Nationale Bibliotheek van Polen: a0000001178405
- Nederlandse Thesaurus van Auteursnamen: 267319304
- Réseau des bibliothèques de Suisse occidentale: 02-A006326059
- Virtual International Authority File: 67265146
- WorldCat: E39PBJbRdrHQHbKcm6DwJQryVC